# Neri Menor Vargas
Neri Menor Vargas OFM (Pacopampa, 30 de mayo de 1960) es un sacerdote franciscano, profesor y obispo católico peruano. Es el obispo de Carabayllo. Fue obispo de Huánuco, entre 2016 a 2022.

## Biografía
Nació el 30 de mayo de 1960, en la localidad peruana de Pacopampa, Cajamarca; en el seno de familia católica, siendo el segundo de cinco hermanos.
Completo sus estudios de Filosofía y Teología, en el Instituto Superior de Estudios Superiores Juan XXIII, de Lima.

### Vida religiosa
Cuando era joven descubrió su vocación religiosa y eso le llevó a ingresar en la Orden de Frailes Menores.
El 31 de marzo de 1991, hizo su profesión religiosa temporal. Realizó profesión solemne el 25 de enero de 1998.
Su ordenación sacerdotal fue el 20 de marzo del 2000, para los Frailes Menores.
Como sacerdote desempeñó los siguientes ministerios:
- Guardián de la Fraternidad y Párroco de Cristo Rey en Ilo, Moquegua, Diócesis de Tacna y Moquegua (2000-2002).
- Definidor Provincial, Secretario para la Formación y los Estudios y Maestro de Estudiantes Franciscanos en Lima (2003-2005) y Cuzco (2006-2008).
- Párroco de San José Obrero di Apacheta, vicario de Forania N.° 10 y Miembro del Consejo Presbiteral de la Arquidiócesis Metropolitana de Arequipa (2009-2011).
- Definidor Provincial y Párroco de Santa María de Jesús en Comas, Diócesis de Carabayllo (2012-2014).
- Ministro de la Provincia Franciscana de Los XII Apóstoles en Perú (2014-2016).

## Episcopado

### Obispo de Huánuco
El 12 de mayo de 2016 el papa Francisco lo nombró obispo de Huánuco. Fue consagrado el 17 de julio del mismo año, a manos del arzobispo Miguel Cabrejos Vidarte OFM.

### Obispo de Carabayllo
El 20 de abril de 2022, fue nombrado obispo de Carabayllo. Tomó posesión canónica el 25 de junio del mismo año.